# Pachytullbergiidae
Pachytullbergiidae es una familia de Collembola  en Poduromorpha.   Posee dos géneros monotípicos.

## Lista de géneros
Según Checklist of the Collembola of the World:
- Pachytullbergia Bonet, 1947
- Sensiphorura Rusek, 1976